# Vojenské muzeum Loučka - Pearl Harbor
Vojenské muzeum Loučka-Pearl Harbor se nachází v nově postavené budově uprostřed obce Loučka nedaleko Vizovic. Jedná se o jedinou expozici ve střední Evropě, které se věnuje japonskému útoku na americkou základnu Pearl Harbor na ostrově Oahu na Hawaii. O.s Muzeum Loučka – Pearl Harbor v Loučce u Vizovic je do určité míry neobvyklý projekt. Útok na Pearl Harbor byl totiž zásadním způsobem významný i pro Evropu. Na jeho základě vstoupily Spojené státy americké do války, aby později v roce 1945 osvobodily i české území. Sbírka se zaobírá i historii obce samotné a celého regionu v období 2. světové války.
Například v obci Slavičín, která leží 12 km od Loučky, je největší hrob amerických vojáků v ČR – jsou zde pochováni padlí letci z letecké bitvy nad Bílými Karpaty v srpnu 1944.
Sbírka je tematicky rozdělena na 3 části:

1) Pearl Harbor – V expozici se nachází největší model základny Pearl Harbor v celé Evropě. Na plastický model o rozměrech 4x4 metrů je pomocí dataprojektoru promítán digitalizovaný útok krok po kroku doprovázený zvukovými i optickými efekty. Návštěvníci najdou také vzácné originální předměty vojáků , kteří v době útoku byli v Pearl Harboru. Jedná se o kompletní uniformy, medaile, osobní předměty nebo dobovou dokumentaci. Někteří vojáci, kteří přežili Pearl Habor, měli i české kořeny. 

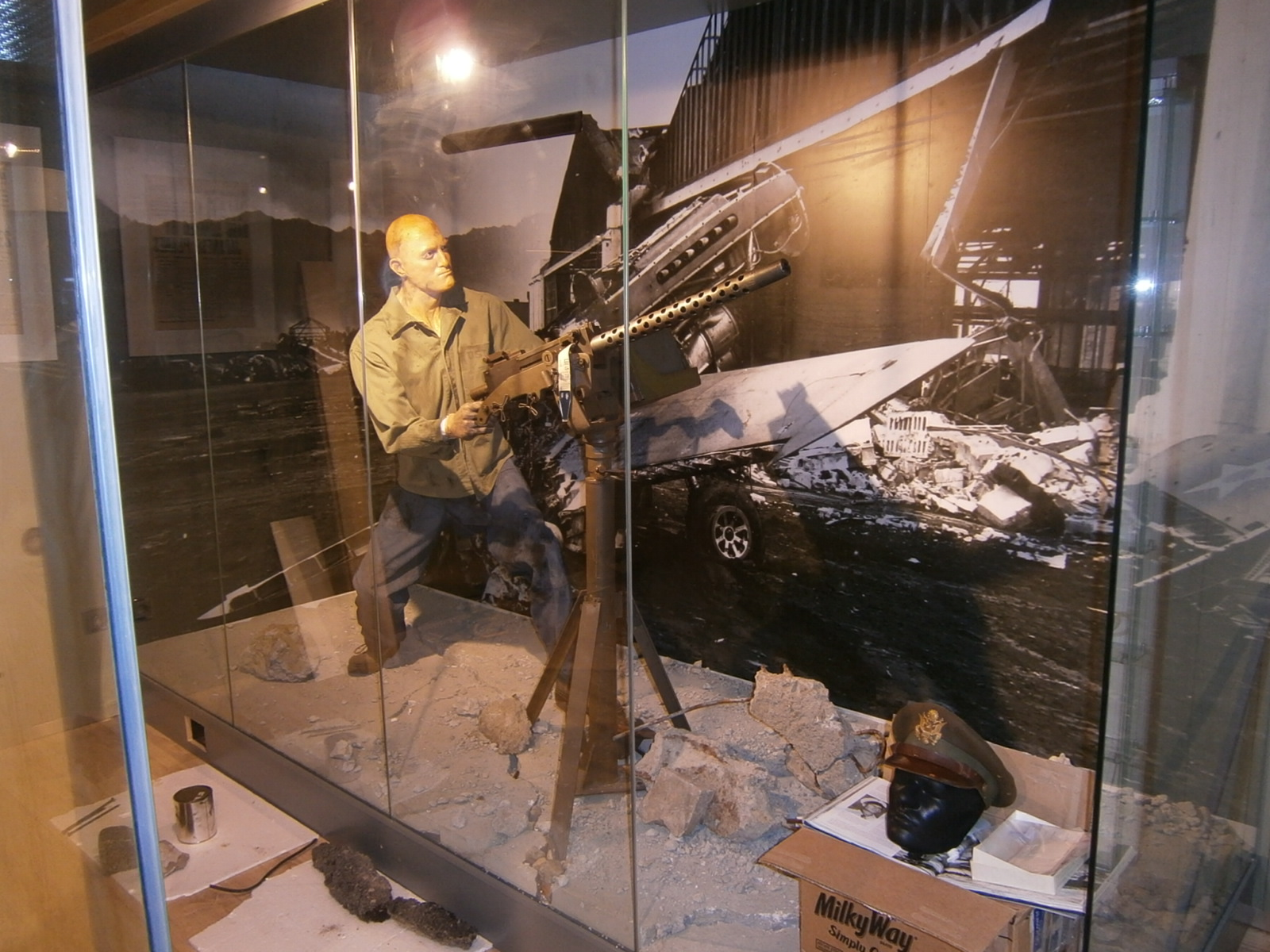
Pohled do expozice

2) Vojenští kaplani – Expozice se věnuje málo známé kapitole vojenské historie – službě amerických vojenských polních kaplanů během 2.světové války, a také ve válce v Koreji, kde zemřel potomek českých emigrantu kaplan Emil Kapaun, jenž posmrtně dostal od amerického prezidenta Baracka Obamy nejvyšší americké vojenské vyznamenání – Medal of Honor. Právě jeho osobnosti je rovněž věnována část expozice.
3) Loučka a okolí – V expozici jsou uloženy výpisy z obecní kroniky a z kroniky farnosti Újezd, pod kterou Loučka spadá. Je tu řada písemných či fotografických dokumentů z okolních měst, kam obyvatelé Loučky dojížděli – například z Vizovic, Slavičína, Valašských Klobouk či lázní Luhačovice. Jsou tu uloženy dokumenty lidí z blízkého okolí. Návštěvníci tu najdou také předměty týkající se všech armád, které se v regionu nacházely během 2. světové války. Jedná se o předměty německé armády, armády Rumunska, Maďarska a Rudé armády.